# Azami Rie
Azami Rie (薊 理絵; Hepburn: Azami Rie) (Tokió, 1989. január 11. –) japán válogatott labdarúgó.

## Klub
2007 óta a Chifure AS Elfen Saitama csapatának játékosa, ahol 230 bajnoki mérkőzésen lépett pályára és 77 gólt szerzett.

## Nemzeti válogatott
2013-ban debütált a japán válogatottban. A japán válogatottban 2 mérkőzést játszott.

## Statisztika
| Japán válogatott | Japán válogatott | Japán válogatott |
| Időszak          | Mérk.            | gól              |
| ---------------- | ---------------- | ---------------- |
| 2013             | 1                | 0                |
| 2014             | 0                | 0                |
| 2015             | 1                | 0                |
| Összesen         | 2                | 0                |

## Sikerei, díjai
Klub
- Japán bajnokság: 201, 201, 201

Egyéni
- Az év Japán játékosa: 201
- Az év Japán csapatában: 201, 201, 201